# يحيى آل سرور
يحيى آل سرور لاعب كرة قدم سعودي، يلعب في خط الوسط في نادي التهامي.

## مسيرة اللاعب
لعب في الفئات السنية في نادي الفيحاء وبعدها لعب مع نادي التهامي.